# Comuna Berek, Bjelovar-Bilogora
Berek este o comună în cantonul Bjelovar-Bilogora, Croația, având o populație de 1.443 de locuitori (2011).

## Demografie
Componența etnică a comunei Berek
     Croați (91,68%)
     Sârbi (4,99%)
     Necunoscut (1,39%)
     Neclasificat (1,87%)
Componența confesională a comunei Berek
     Catolici (90,16%)
     Ortodocși (5,68%)
     Fără religie și atei (1,46%)
     Musulmani (1,11%)
     Necunoscută (1,46%)
     Alte religii (0,14%)
Conform recensământului din 2011, comuna Berek avea 1.443 de locuitori. Din punct de vedere etnic, majoritatea locuitorilor (91,68%) erau croați, cu o minoritate de sârbi (4,99%). Apartenența etnică nu este cunoscută în cazul a 1,39% din locuitori. Din punct de vedere confesional, majoritatea locuitorilor (90,16%) erau catolici, existând și minorități de ortodocși (5,68%), persoane fără religie și atei (1,46%) și musulmani (1,11%). Pentru 1,46% din locuitori nu este cunoscută apartenența confesională.